# 亀山直人
亀山 直人（かめやま なおと、1890年5月19日 - 1963年3月28日）は、日本の応用化学者。写真の色素増減や二次電池理論の研究等、日本の電気化学工業の発展に尽力した。

## 来歴
群馬県生まれ。東京帝国大学卒業。1925年、東京帝国大学教授に就任。1945年、学士院賞受賞。1945年、電気化学協会会長。1956年には産業計画会議委員（議長・松永安左ヱ門）就任。1958年、文化功労者。主著に『電気化学の理論及び応用』など。墓所は多磨霊園。

## 栄典
勲章
- 1941年（昭和16年）4月11日 - 勲二等瑞宝章[1]